# منال سلامة
منال سلامة (10 أبريل 1970 -)، ممثلة مصرية.

## عن حياتها
كانت بدايتها الفنية في عام 1985 خلال مسرحية حملت اسم «الزير سالم»، لكنها بدايتها كمحترفة خلال مسلسل ضمير أبلة حكمت عام 1991، واستمرت عبر مشاركتها بالعديد من الأدوار خلال المسلسلات التلفزيونية، واستطاعت تقديم بعض الأدوار المهمة في أعمالها السينمائية والتلفزيونية مثل مسلسل لن أعيش في جلباب أبي عام 1995 مع الفنان نور الشريف، في عام 2010 عينت كمسئولة إدارة تسويق «البيت الفني للمسرح المصري».

### حياتها الأسرية
تعتبر من عائلة فنية، حيث انها ابنة المخرج المسرحي "سلامة حسن" وهي الشقيقة الكبرى للممثل شريف سلامة، وهي متزوجة من المخرج عادل أديب.

## أعمالها

### من أهم المسلسلات
| - الأصلي: 2023 - هجرة الصعايدة: 2018 - اليوم الأسود: 2017- هالة - مسلسل كويتي - آه من حوا: 2016 - جبل الحلال: 2014- صباح - مشرفة رجل لهذا الزمان: 2011- نفيسة مشرفة - أيام الحب والشقاوة: 2010- وفاء - ملكة في المنفى: 2010- الأميرة فوقية - أنا قلبي دليلي: 2009- روز اليوسف - المصراوية: في الريف والبنادر ( ج2) 2009- الجازية - بنات في الثلاثين: 2008 - العارف بالله الامام عبدالحليم محمود: 2008 - نفق الشيطان: 2008 - صوت من الماضي: 2007 - أسلحة دمار شامل: 2006 - قلوب تائهة: 2006 - ورد النيل: 2005 - دوائر الشك: 2005 - قيود بلا قضبان: 2004 - عيب يا دكتور: 2004 - أنوار الحكمة: 2003 - إمام الدعاة: 2003- الابنة الأولى للشيخ الشعراوي - أولاد الأكابر: 2003- سعاد - قاسم أمين: 2002- الأميرة نازلي فاضل - الحسن البصري: 2000 | - الفتح المبين: 2000 - حاره المعز: 2000 - عائلتي: 2000 - أوبرا عايدة: 2000- د. أماني - دمعة على خد الزمن: 1999 - حارة برجوان: 1999 - أم كلثوم: 1999- زينب البورسيلي - الأب: 1998 - رياح الشرق: 1998- جوليانا - القضاء في الإسلام: (ج8) 1998 - شباب رايق جدا: 1998- نيفين - الحساب: 1998 - الأبطال : (ج2) 1998- مريم - عصر الأئمة: 1998- فاطمة بنت مالك - طيور النورس 1998 - نون النسوة: 1998 - أبو حنيفة النعمان: 1997- سارة - الحصيدة: 1997 - دوائر الحب والوهم: 1996 - اعترافاتي: 1996 - أحلام كو: 1996 - لعبة الأيام: 1996 - لن أعيش في جلباب أبي: 1996- نفيسة نوفا - أولاد الأصول: 1995 | - يا مولاي كما خلقتني: 1995 - بوابة الحلواني: (ج2، 3)(1994، 1997) - الأميرة عين الحياة - العائلة: 1994- سحر - عروس البحر: 1993 - هنادي: 1993 - لعبة الفنجري: 1993 - خرافة اسمها الفشل: 1993 - أحلام العنكبوت: 1992 - ليالي الحلمية: (ج4، 5)(1992، 1995)- نور علام السماحي - الشراقي: 1992 - الطاووس: 1991- فاتن ابنة عبد الوارث - النوة: 1991- شوشو - ضمير أبلة حكمت: 1991 - شارع المواردي: (ج1، 2)(1990، 1995)- فراوله - بنات زينب: 1989 - السرايا: 1987 - جنة حتحوت - الطوفان - حلم العمر كله - حكم الزمن - الظلال - الفدان الأخير - أبو الفوارس |

| - الأميرة والصعلوك: 2005 - يا غولة عينك حمرا: 2004 - الأولة في الغرام: 2003 - 727: 1994 - الزعيم: 1994 (قمر (بعد انسحاب سحر رامي)) - 1985 الزير سالم | \| - الأقنعة: 2006 - يوميات مخرج اعلانات: 2002 - بلاغ: 2002 - الكمبيوتر: 2000- (سهام) - وجهي القمر: 1996 \| - لا وقت للخوف - الخاتم - قطعوا التوتة - لحظات عمر هاربة \| - صفقة مضمونة - الرنين والصدى - المظلومة - المرافئ النائية - طلب نقل \| | - خادمة ولكن: 1993 - فيلم - الزمن الصعب: 1992 - فيلم - فرسان الحب والحرب: مسلسل اذاعي - الكلام المباح: مسلسل اذاعي |
| - الأقنعة: 2006 - يوميات مخرج اعلانات: 2002 - بلاغ: 2002 - الكمبيوتر: 2000- (سهام) - وجهي القمر: 1996                                                | - لا وقت للخوف - الخاتم - قطعوا التوتة - لحظات عمر هاربة | - صفقة مضمونة - الرنين والصدى - المظلومة - المرافئ النائية - طلب نقل                                               |

## وصلات خارجية
- منال سلامة على موقع IMDb (الإنجليزية)
- منال سلامة على موقع الدهليز
- منال سلامة على موقع قاعدة بيانات الأفلام العربية
- منال سلامة على موقع قاعدة بيانات الفيلم (الإنجليزية)